# EXA (Software)

Der Linux Grafikstapel: X11 Displayserver benötigen einen zusätzlichen eigenen Grafiktreiber, hier ist die aktuelle Struktur, eine DDX/DDI-Kombination dargestellt

EXA ist ein System zur Grafikbeschleunigung für den X.Org-Server, welches XAA (XFree86 Acceleration Architecture) ersetzt hat.

## Allgemeines
Das auf dem LinuxTag 2005 vorgestellte System wurde erstmals mit der X.Org-Server-Version 6.9/7.0 veröffentlicht. Das Hauptaugenmerk der Entwicklung lag dabei auf einer besseren Unterstützung der XRender-Erweiterung und einer einfachen Adaptionsmöglichkeit durch die Grafiktreiber. Dies sorgte u. a. auch dafür, dass bereits die erste Version des X-Servers, die EXA mitbrachte, viele Treiber enthielt, die EXA unterstützten.
EXA wird als Zwischenschritt gesehen, bis der X-Server die Grafikbeschleunigung vollständig durch OpenGL erledigen lässt. Da XAA viele – insbesondere auch durch XRender genutzte – 2D-Beschleunigungen nicht unterstützte, sorgt EXA hier und bei den meisten aktuellen 2D-Anwendungen für einen deutlichen Geschwindigkeitsgewinn. Diese beiden Punkte (XRender-Unterstützung und einfach gehaltenes Design) wurden auch in der Ankündigung des Projekts auf der Mailingliste herausgestellt.
EXA selbst ist eine Adaption von KAA (KDrive Acceleration Architecture) aus dem experimentellen Freedesktop.org-X-Server.
In Zukunft soll EXA wie alle DDX-Treiber durch GLAMOR abgelöst werden.

## Akronym
Das X.Org-Glossar führt EXA als »Acceleration architecture with no well-defined acronym«. Die Dokumentation nennt für EXA folgende Erklärung »EXcellent Architecture or Ex-kaa aXeleration Architecture or whatever«.